# Maskertangare
De maskertangare (Pipraeidea melanonota) is een zangvogel uit de familie Thraupidae (tangaren).

## Verspreiding en leefgebied
Deze soort telt 2 ondersoorten:
- P. m. venezuelensis: van Venezuela tot Bolivia en noordwestelijk Argentinië.
- P. m. melanonota: zuidelijk Brazilië, Paraguay, noordoostelijk Argentinië en Uruguay.